# Síofra O'Leary
Síofra O'Leary, née le 20 septembre 1968 à Dublin, est une juge irlandaise, présidente de la Cour européenne des droits de l'homme du 1er novembre 2022 au 1er juillet 2024.

## Biographie

### Jeunesse et formation
Síofra O'Leary naît à Dublin le 20 septembre 1968. Enfant, elle y est scolarisée au Muckross Park College (en), étudie le droit à l'University College Dublin, puis suit un doctorat à l’Institut universitaire européen de Florence, qu'elle soutient en 1993,.

### Carrière initiale
Après son doctorat, elle travaille au centre d’études juridiques européennes de l’université de Cambridge. En parallèle, elle enseigne le droit fondamental notamment à l’université de Dublin et au Collège d’Europe de Bruges,.

### Carrière à la Cour européenne des droits de l'homme
Elle intègre en 2015 la Cour européenne des droits de l'homme en tant que référendaire. Elle en devient présidente de section le 1er janvier 2020 et vice-présidente le 2 janvier 2022. En septembre 2022, elle est élue présidente de la Cour, première femme à occuper ce poste depuis la création de l'institution en 1953,,.